# Лаймстоун (округ, Алабама)
Шаблон:StateAbbr_ 34°48′40″ пн. ш. 86°59′03″ зх. д. / 34.811111111111° пн. ш. 86.984166666667° зх. д.
 Лаймстоун (англ. Limestone County) — округ (графство) у штаті Алабама. Ідентифікатор округу 01083.

## Історія
Округ утворений 1818 року.

## Демографія
За даними перепису 2000 року
загальне населення округу становило 65676 осіб, зокрема міського населення було 21612, а сільського — 44064.
Серед мешканців округу чоловіків було 33334, а жінок — 32342. В окрузі було 24688 домогосподарств, 18231 родин, які мешкали в 26897 будинках.
Середній розмір родини становив 3,02.
Віковий розподіл населення поданий у таблиці:
| Стать    | До 15 років | 15-21 | 22-29 | 30-39 | 40-49 | 50-65 | 65-85 | Понад 85 |
| -------- | ----------- | ----- | ----- | ----- | ----- | ----- | ----- | -------- |
| Чоловіки | 7014        | 3165  | 3797  | 5869  | 5276  | 5223  | 2804  | 186      |
| Жінки    | 6601        | 2788  | 3309  | 5199  | 4851  | 5313  | 3727  | 554      |

## Суміжні округи
- Джайлс, Теннессі — північ
- Лінкольн, Теннессі — північний схід
- Медісон — схід
- Морган — південний схід
- Лоуренс — південний захід
- Лодердейл — захід

## Виноски
1. ↑  Title 10. Chapter XII. // A digest of the laws of the State of Alabama: containing the statutes and resolutions in force at the end of the General Assembly in January, 1823. — Harper & Row, 1828. — С. 85.
2. ↑  U.S. Decennial Census. United States Census Bureau. Архів оригіналу за 4 квітня 2018. Процитовано 22 серпня 2015.
3. ↑  Historical Census Browser. University of Virginia Library. Архів оригіналу за 11 серпня 2012. Процитовано 22 серпня 2015.
4. ↑  Forstall, Richard L., ред. (24 березня 1995). Population of Counties by Decennial Census: 1900 to 1990. United States Census Bureau. Архів оригіналу за 24 вересня 2015. Процитовано 22 серпня 2015.
5. ↑  Census 2000 PHC-T-4. Ranking Tables for Counties: 1990 and 2000 (PDF). United States Census Bureau. 2 квітня 2001. Архів оригіналу (PDF) за 18 грудня 2014. Процитовано 22 серпня 2015.
6. ↑  State & County QuickFacts. United States Census Bureau. Архів оригіналу за 6 червня 2011. Процитовано 16 травня 2014.(англ.) Наведено за англійською вікіпедією.
7. ↑  American FactFinder. Бюро перепису населення США. Архів оригіналу за 20 березня 2010. Процитовано 31 січня 2008.
8. ↑  Table 4: Population of States and Territories by County, at each Census: 1790 to 1890.  Alabama. [Архівовано 12 лютого 2012 у Wayback Machine.] Census of Population and Housing. Volume 1: Report on Population of the United States at the Eleventh Census. 1890 Census.  Original Pagination 9.  PDF Pagination 16.
9. 1 2  Population of Counties by Decennial Census: 1900 to 1990 for Alabama. [Архівовано 17 лютого 2012 у Wayback Machine.]  Compiled 3/24/1995.  Population Division.  U.S. Bureau of the Census.